# Nitkoskrzelne
Nitkoskrzelne (Pteriomorphia) – klad małży (Bivalvia) klasyfikowany w randze podgromady (lub nadrzędu). Charakteryzują się stosunkowo prymitywną budową: nitkowatymi skrzelami z zagiętymi ku górze płatami oraz rzęskami łączącymi wolno zwisające części płatów, gałęzie nitek skrzelowych nie zrastają się z workiem trzewiowym, płaszcz nie jest zrośnięty brzegami, a otwory syfonalne lub syfony są słabo rozdzielone. Żyją w morzach przytwierdzone do podłoża – trwale lub za pomocą bisiora.
Współcześnie żyjące nitkoskrzelne grupowane są w rzędach: 
- Arcoida
- Limoida (monotypowy – rodzina Limidae – gniazdówkowate)
- Mytiloida (monotypowy – rodzina Mytilidae – omułkowate)
- Ostreoida
- Pectinoida
- Pterioida